# Albert Milhado

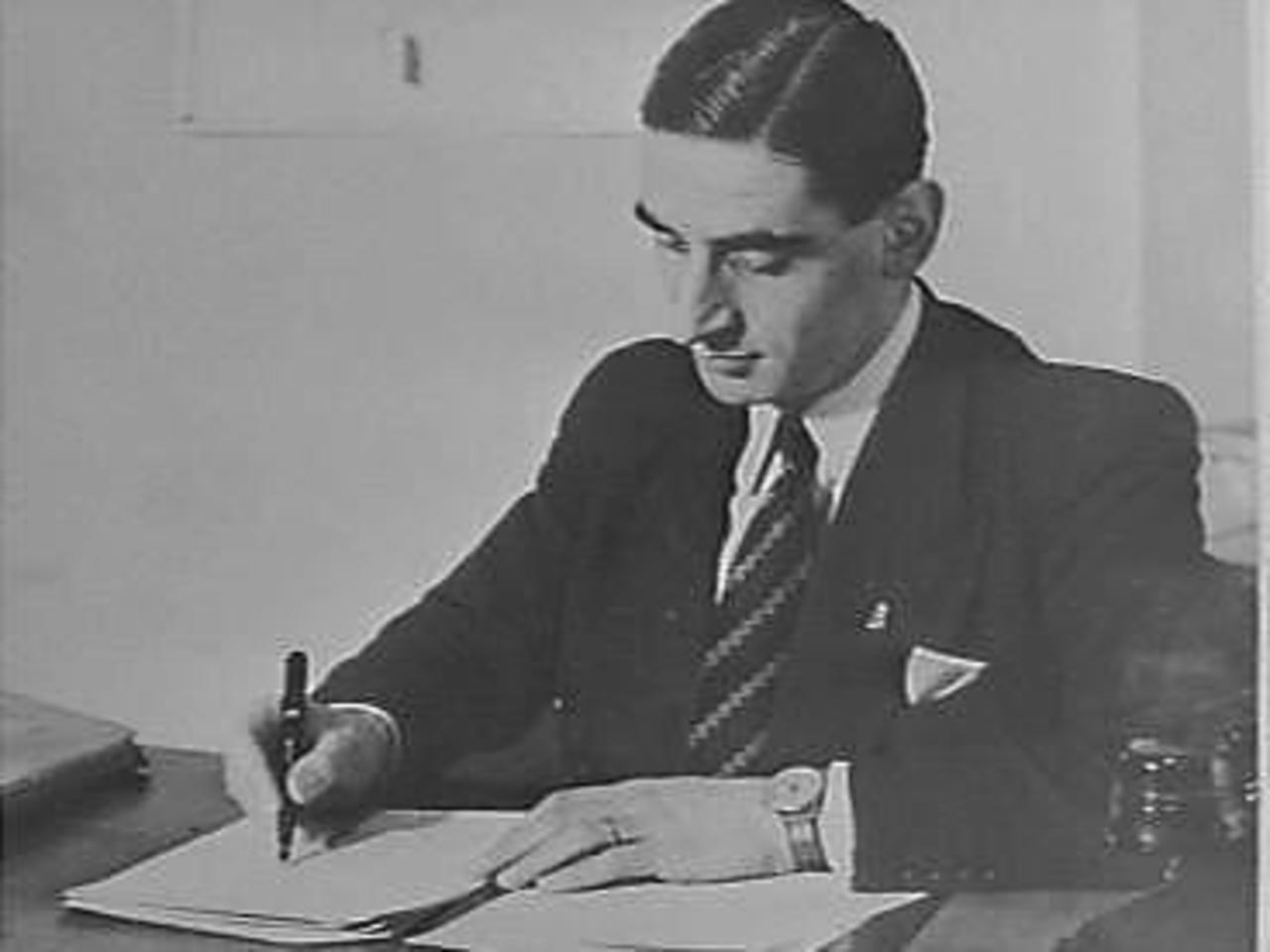
Milhado in London, 1944

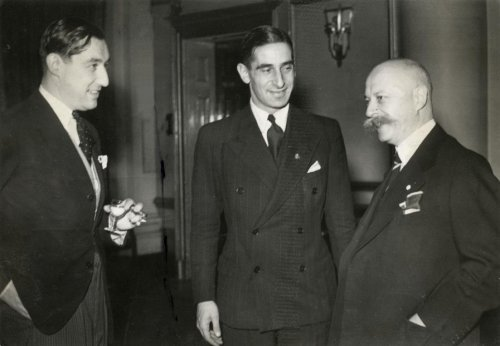
J. Nieuwenhuis, Milhado en premier Gerbrandy (London, 1943)

Abraham (Albert) Milhado (Amsterdam, 8 oktober 1910 - Laren, 25 juni 2001) was een Nederlands (sport)journalist.
Hij was in de jaren '30 wielerverslaggever bij de KRO. Dit deed hij onder het pseudoniem "Passepartout." Kort na het begin van de Tweede Wereldoorlog wist hij Londen te bereiken. Hij werd er reporter bij de Nederlandse Sectie van de BBC. Na de bevrijding bleef hij in Engeland en verzorgde tot 1975 de destijds erg populaire "Gesproken brief uit Londen" voor de AVRO-radio. Hij sloot zijn praatje steevast af met "Tot..... de volgende week."
Tijdens de oorlog ontmoette hij Stanley Rous, de latere voorzitter van de FIFA. Samen vatten zij het idee op om na de bevrijding Nederlands-Engelse sportcontacten te organiseren. Dit leidde na de oorlog inderdaad tot uitwisselingen, met name tussen de universiteitssteden Leiden en Oxford.
Albert Milhado overleed in 2001 op 90-jarige leeftijd in het Rosa Spier Huis in Laren.